# Брейтенбах, Филипп Леонтьевич
 Филипп Леонтьевич фон Брайтенбах  (Филипп Франц фон-Брейтенбах; 1774, Майнц — 1847, Санкт-Петербург) — профессор технологии, сельского домоводства и лесоводства, директор лесного института в Санкт-Петербурге.

## Биография
Родился 24 сентября 1774 года в Майнце. Образование получил в  Эрфуртском и Майнцском университетах, после чего служил на родине по судебному ведомству — был асессором Гейленштадтского верховного Земского суда; в 1795 году — членом Эрфуртского главного гражданского суда.
В 1801 году слушал лекции в Геттингенгском университете. В 1804 году получил в Эрфуртском университете степень магистра философии.
В 1811 году был приглашён в Императорский Казанский университет ординарным профессором технологии, но прибыл в Казань лишь в начале сентября 1812 года.

Брейтенбах в 1811 г. сам попросил попечителя Румовского предоставить ему кафедру технологии, когда случайно узнал о выходе в отставку Вуттига; претендент ссылался на свои печатные труды и на опытность в вопросах экономического и технологического характера, приобретенную во время объезда почти всей Германии.— Загоскин Н. П.

В 1814/1815 академическом году профессор Брейтенбах читал технологию по Бекману, а адъюнкт Дунаев химию — по Шереру.— Историческая записка о четырех отделениях Казанского университета за 1814—1827 гг.
Весной 1817 года ему было поручено временное преподавание сельского домоводства и лесоводства. С 13 сентября 1817 года по 5 июня 1819 года он был исполняющим должность инспектора студентов. Был уволен из университета 5 августа 1819 года, при массовом увольнении из него М. Л. Магницким профессоров.
После увольнения Брейтенбаха, третьим преподавателем технологии в Казанском университете стал адъюнкт А. И. Лобачевский.
Впоследствии, с 13 августа 1826 года Брайтенбах был директором Санкт-Петербургского практического лесного института, по преобразовании которого он был причислен к министерству финансов. В 1839 году вышел в отставку в чине статского советника.
Скончался в Санкт-Петербурге 28 января (9 февраля) 1847 года. Похоронен на Волковском лютеранском кладбище.
Был женат и имел трёх дочерей: Екатерина-Елизавета (в замужестве — Hildemann; 21.05.1819—31.5.1887); Елизавета-Гелена (10.06.1822—?); Мария-Тереза (замужем за Francesco Feretti; 30.01.1825—?). Его род был внесён в 3-ю часть дворянской родословной книги Казанской губернии по определению Казанского дворянского депутатского собрания от 30.03.1829 и утверждён указом Герольдии от 30.12.1840.

## Труды
- 1st zur Zeit eine eintret. Fruchtteuerung d. Brantweinbrennen zu verbieten oder frei zu lassen. Лейпциг, 1800.
- Das ganze der Branntweinbrennerei. 2 части. Лейпциг, 1800.
- Flachsökonomie, od. vollständ. Unter-richt in d. Kultur und Wartung d. Pflanzenbaume und Stränchen, welche bastarbiges Material liefern. Berlin, 1807. I Th.
- Handbuch des Flachbaues u. dess. mannigfaltige Bonutzung. 2 Bde. Erfurt, 1804.
- Die Fleischökonomie, od. vollständige Unterricht das Rind – Schloeine – Schaah – Ziegen und Federvieh einzusalzen, einzupöckeln, einzubeizen. 2 Thle. Weimar, 1803.
- Wie können Fruchtmagazine eingelegt u. unterhalten werden. Lpz, 1800.
- Das Ganze des Futter Kränterbaues. Berlin, 1801.
- Das Ganze des Hopfenbaues. Erf., 1803.
- Allgemeine deutsche Landwirtschaftsschule. I B. Erf., 1811.
- Obstökonomie, od. vollst. Unterr. v. Erziehung, Wartung u. Pflege der Obstbäume. 2 Th. Berl., 1805.
- Die Oelökonomie, od. vollst. Unterr. in der Kultur, Wartung u. Pflege der Oelpflanzen. Berl, 1806.
- Unterricht in der Kultur, Wartung und Pflege der Specerei, Manufaktur u. Handelspflanzung. Erf., 1810.
- Unterr. in d. Gelsinnung des Torfs u. der Steinkohlen. Lpz., 1801.
- Брейтенбах, Филипп Франц. Полный винокур и дистиллатор, или Обстоятельное наставление к выгодному выгонянию вина и деланию водок, разных ликеров, вод и проч.: Состоящее в IV частях : С приложением рисунков : Собранное из двух новейших на немецком языке 1800 и 1802 годов сочинений. - Москва : В Университетской типографии у Любия, Гария и Попова, 1804—1805.
- Брейтенбах, Филипп Франц. Полное наставление о хмелеводстве, то есть: как разводить, выращать, собирать и сохранять хмель. / Сочинение Филиппа Франца Брейтенбаха; Переведенно с немецкаго и примечаниями в пользу российских хозяев дополнено в Нижнем Новегороде, соборным священником Саввою Флоринским.; Министерством внутренних дел издано по высочайшему повелению. - Санктпетербург : В типографии В. Плавильщикова, 1813.
- Брейтенбах, Филипп Франц. Рассуждение о турфе / Соч. Ф. Брейтенбаха, нач. Санктпетерб. форст-ин-та и чл. разных иностр. учен. о-в. - Санкт-Петербург : тип. Имп. Воспитат. дома, 1827. - IV, 55 с.; 20.